# Rainbow Warrior (Schiff, 1957)
Die Rainbow Warrior (inoffiziell Rainbow Warrior II genannt; deutsch „Regenbogenkrieger“) war ein motorunterstützter Schoner, der von 1989 bis 2011 von der Umweltschutzorganisation Greenpeace bereedert wurde, die auch Eigner war. Sie war die Nachfolgerin des 1985 versenkten Schiffes Rainbow Warrior. Zuletzt hieß das Schiff Rongdhonu, das bengalische Wort für Regenbogen.

## Geschichte
Die Rainbow Warrior ging am 10. Juli 1989, dem Jahrestag der Versenkung ihrer Vorgängerin, offiziell auf Jungfernfahrt. Sie wurde aus einem Teil der französischen Entschädigung finanziert, die Greenpeace im Jahre 1987 erhalten hatte. Die Basis für den Dreimaster bildete der Rumpf des Hochseetrawlers Grampian Fame, der 1957 in Selby bei Yorkshire vom Stapel gelaufen war. Das ursprünglich 44 Meter lange, dampfgetriebene Schiff wurde 1966 auf 55,2 Meter verlängert. Bei dem Umbau durch Greenpeace erhielt das Schiff Masten in Gaffeltakelung, einen neuen Motor und umweltschonende Abfall-, Heiz- und Warmwassersysteme.
Die Rainbow Warrior wurde während einer Kampagne gegen Atomkraft in Betrieb genommen und hat in ihren 22 Dienstjahren Aktionen gegen Überfischung, Walfang, Kriege, die Erderwärmung und andere Umweltverbrechen auf jedem Ozean der Welt begleitet. Zuletzt war das Schiff ab dem 28. März 2011 vor der japanischen Küste zur Entnahme von Meerwasserproben nach der Nuklearkatastrophe von Fukushima im Einsatz.
Die im Anschluss außerdienstgestellte Rainbow Warrior wurde am 16. August 2011 in einer Zeremonie in Singapur an Friendship übergeben, eine Nichtregierungsorganisation (NGO) mit Sitz in Bangladesch, um als schwimmendes Krankenhaus vor der Küste Bangladeschs unterwegs zu sein und zur medizinischen Versorgung von Menschen in verarmten Gebieten eingesetzt zu werden, unter anderem nach Naturkatastrophen wie Tsunamis und Zyklone. Die Rainbow Warrior wurde von Friendship auf den Namen Rongdhonu umgetauft, was Regenbogen bedeutet. Die Rongdhonu lief zunächst am 29. August 2011 den Hafen der Stadt Chittagong in Bangladesch an.
Am 14. November 2012 konnte das Schiff nach einjährigen Umbauarbeiten seinen Dienst aufnehmen. Die Ausstattung wurde dabei so gewählt, dass Behandlungen in den Bereichen Augenheilkunde, Zahnmedizin, Gynäkologie und Kinderheilkunde auf dem Schiff durchgeführt werden können. Das Schiff sollte den Küstenstreifen zwischen Mongla und Teknaf befahren, da die Küstenbewohner dort keinen oder nur eingeschränkten Zugang zu ärztlicher Versorgung haben.
Die Rongdhonu war das dritte und neueste Schiff in der Flotte der Hilfsorganisation.

## Abwrackung
Das Schiff wurde 2018 außer Dienst gestellt und im November in Chittagong zum Abbruch gestrandet. Diese Abwrackung war Gegenstand öffentlicher Diskussionen, da Greenpeace die Umwelt- und Sozialbedingungen der Abwrackwerften bei Chittagong immer kritisiert hatte. Um zu verhindern, dass das Schiff dort nach dem Verkauf an Friendship auf diese Weise abgewrackt werden würde, hatte sich Greenpeace im Kaufvertrag ein Vetorecht gegen diese Abwrackung vorbehalten, dieses Vetorecht dann aber nicht genutzt. Greenpeace selbst bedauerte im Nachgang das Vorgehen.

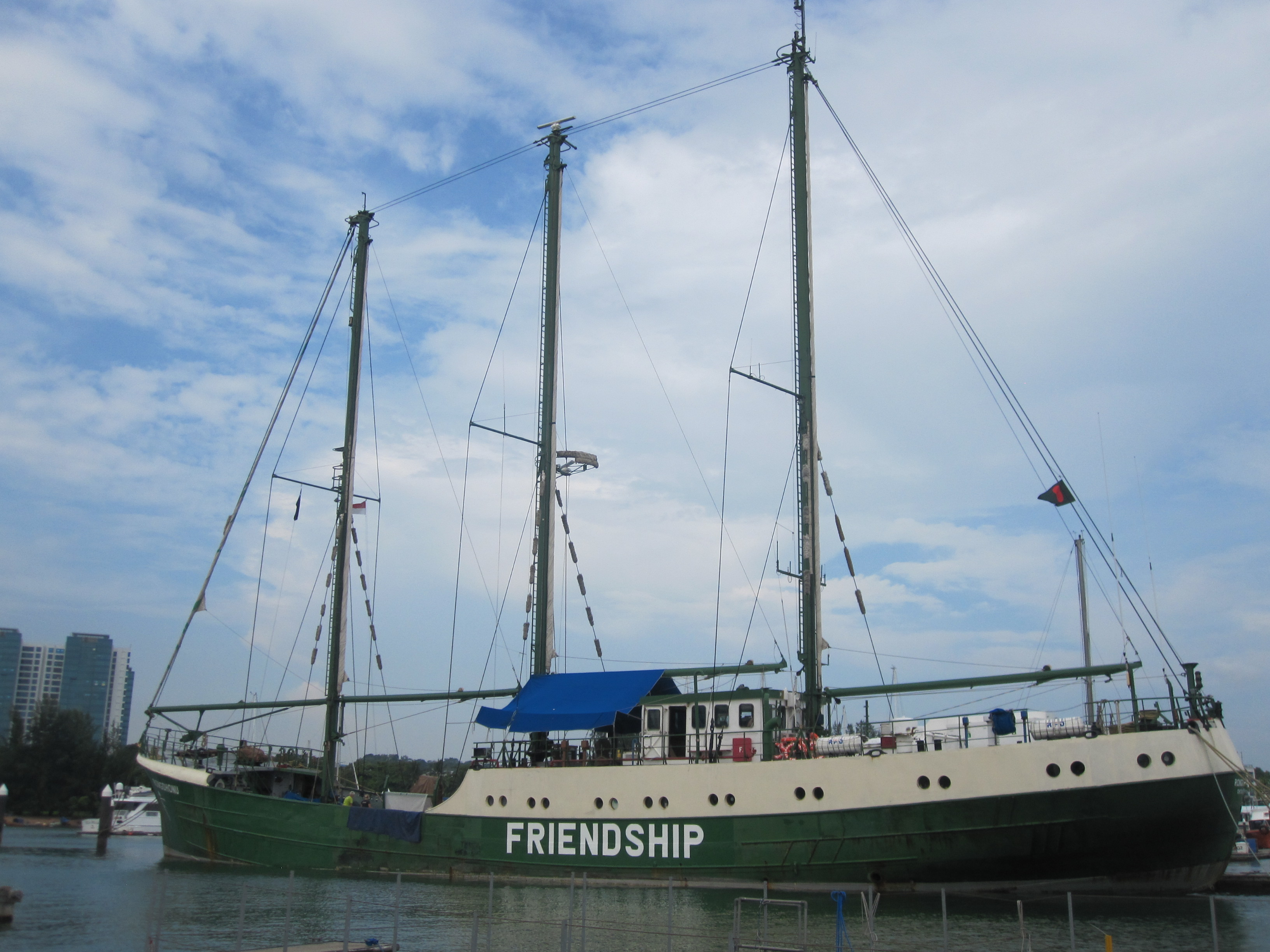
Rongdhonu (2011)
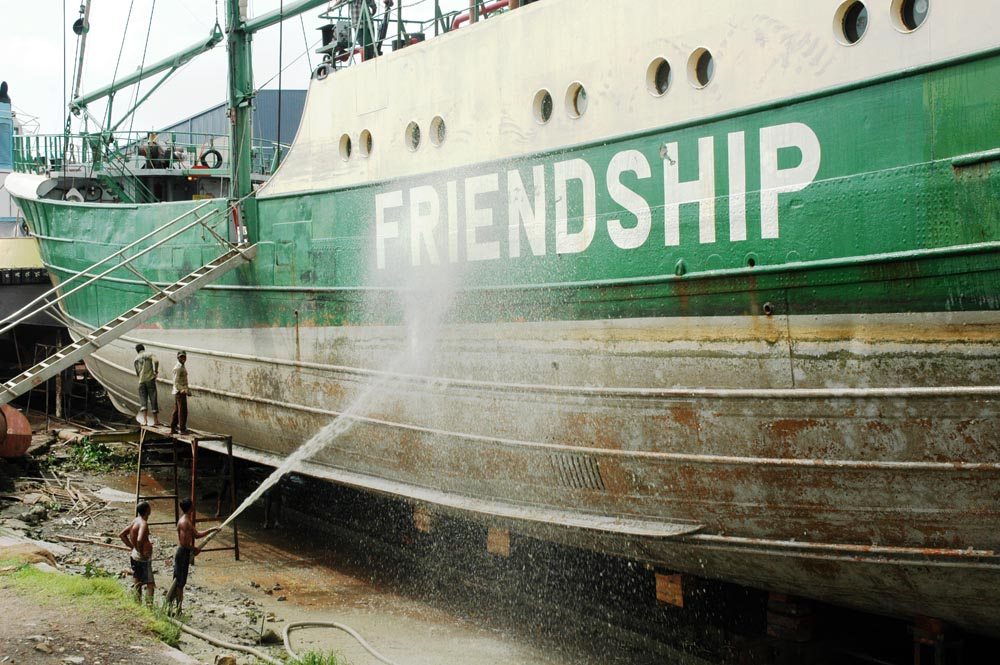
Umbauarbeiten (2011)

## Trivia
Am 5. Juli 1999 gab das britische Pop-Duo Eurythmics ein Konzert zu Gunsten von Amnesty International und Greenpeace, als Kulisse im Hafen von London diente das Schiff Rainbow Warrior.